# Beryl
Beryl là một loại khoáng vật nhôm, beryli silicat có công thức hóa học Be3Al2(SiO3)6. Tinh thể của nó kết tinh theo hệ sáu phương với kích thước từ rất nhỏ đến vài mét. Các tinh thể cụt tương đối hiếm gặp. Beryl tinh khiết không màu, nhưng nó thường có lẫn tạp chất, khi đó nó cho màu lục, lam, vàng, đỏ, và trắng.

## Thành tạo
Beryl có nhiều màu sắc khác nhau được tìm thấy chủ yếu trong các mạch pegmatit granit, nhưng cũng có trong đá schist mica thuộc dãi Ural, và đá vôi ở Colombia. Beryl thường cộng sinh với các thân quặng thiếc và tungsten. Beryl được tìm thấy ở châu Âu ở Na Uy, Áo, Đức, Thụy Điển (đặc biệt là morganit), Ireland và Nga, cũng như ở Brazil, Colombia, Madagascar, Mozambique, Nam Phi, Hoa Kỳ, và Zambia. Các vị trí có beryl của Hoa Kỳ ở California, Colorado, Connecticut, Georgia, Idaho, Maine, New Hampshire, North Carolina, Nam Dakota và Utah.
Pegmatit ở New England tạo ra các tinh thể beryl lớn nhất, bao gồm một tinh thể khối ở mỏ Bumpus, Albany, Maine với kích thước 5,5 x 1,2 m và khối khoảng 18 tấn; đây là khoáng vật biểu tượng của bang New Hampshire Đến năm 1999, tinh thể tự nhiên lớn nhất được biết đến trong tất cả các loại khoáng vật là tinh thể beryl ở Malakialina, Madagascar, dài 18 mét và đường kính 3,5 mét, nặng 380.000 kilogram.

## Biến thể

### Aquamarine và maxixe
Aquamarine (từ tiếng Latinh: aqua marina, "nước biển") là một biến thể màu turquoise của beryl. Nó có mặt ở hầu hết các địa phương phát hiện ra beryl. Các mỏ sa khoáng đá quý cuội ở Sri Lanka chứa aquamarine. Beryl màu vàng trong suốt, như loại có mặt ở Brazil, đôi khi được gọi là aquamarine chrysolite. Loại có màu xanh dương đậm của aquamarine được gọi là maxixe. Maxixe được tìm thấy phổ biến ở Madagascar. Màu sắc của nó mất dần sang trắng khi soi dưới ánh sáng mặt trời hoặc bị xử lý nhiệt, mặc dù màu sắc trả về theo bức xạ.
Màu lam nhạt của aquamarine là do Fe2+. Các ion Fe3+ tạo ra màu vàng-vàng khối, và khi có mặt cả Fe2+ và Fe3+ chúng cho màu xanh lam sẫm hơn như của maxixe. Sự mất màu của maxixe do ánh sáng hoặc nhiệt này có thể do sự chuyển điện tích Fe3+ và Fe2+. Màu lam sẫm maxixe có thể được tạo ra màu lục, vàng bằng cách chiếu các dòng hạt năng lượng cao (tia gamma, neutron hoặc thậm chí là tia X).
Chất lượng đá quý aquamarin lớn nhất từng được khai thác ở Marambaia, Minas Gerais, Brazil vào năm 1910. Nó nặng hơn 110 kg, và dài 48m5 cm, đường kính 42 cm. Viên đá quý được cắt lớn nhất là Dom Pedro aquamarine, hiện được lưu giữ trong Bảo tàng Lịch sử quốc gia Hoa Kỳ thuộc Smithsonian Institution.

### Ngọc lục bảo
Emerald là loại beryl lục, màu của nó là do các nguyên tố vết của crôm và đôi khi là vanadi.

### Beryl vàng và heliodor
Beryl vàng có thể có màu từ vàng nhạt đến vàng sáng. Khác với ngọc lục bảo, beryl vàng có rất ít sai sót. Thuật ngữ "golden beryl" đôi khi đồng nghĩa với heliodor (trong tiếng Hy Lạp hēlios – ἥλιος "mặt trời" + dōron – δῶρον "quà") nhưng beryl vàng có đặc trưng là màu vàng tinh khiết hoặc sắc vàng của vàng khối, trong khi heliodor có màu vàng lục. Màu vàng khối là do các ion Fe3+. Cả beryl vàng và heliodor đều được dùng làm đá quý. Mẫu đá beryl vàng được gia công lớn nhất có lẽ là mẫu 2054 carat được trưng bày tại bảo tàng quốc gia Hoa Kỳ ở Washington, D.C.

### Goshenit
Beryl không màu được gọi là goshenit.

### Morganit
Morganit hay "beryl hồng", là loại beryl chất lượng và rất hiếm. Biến thể màu vàng/cam của morganit cũng được tìm thấy, và có màu phân dải. Nó có thể được xử lý nhiệt để loại các đốm vàng và thỉnh thoảng được xử lý bằng bức xạ để cải thiện màu sắc. Màu hồng của morganit là do các ion Mn2+.
Beryl hồng có màu mịn và kích thước vừa phải được phát hiện đầu tiên trên đảo ngoài khơi Madagascar năm 1910. Nó cũng được phát hiện cùng với các khoáng vật khác như tourmalin và kunzit, tại Pala, California. Tháng 12 năm 1910, Viện hàm lâm khoa học New York đặt tên loại biến thể màu hồng beryl này theo tên của nhà tài chính J. P. Morgan.
Ngày 7 tháng 10 năm 1989, một trong những mẫu đá quý morganit lớn nhất từng được phát hiện, thậm chí được gọi là "Hoa hồng của Maine," được phát hiện ở mỏ đá Bennett ở Buckfield, Maine, US. Tinh thể này, nguyên thủy có sắc vàng có chiều dài 23 cm (9 in) và bề rộng khoảng 30 cm (12 in), và trọng lượng hơn 50 pound (23 kg).

### Beryl đỏ
Beryl đỏ là một biến thể màu đỏ của beryl. Nó được mô tả năm 1904 từ mẫu được tìm thấy ở Maynard's Claim (Pismire Knolls), Thomas Range, Quận Juab, Utah.

## Hình ảnh

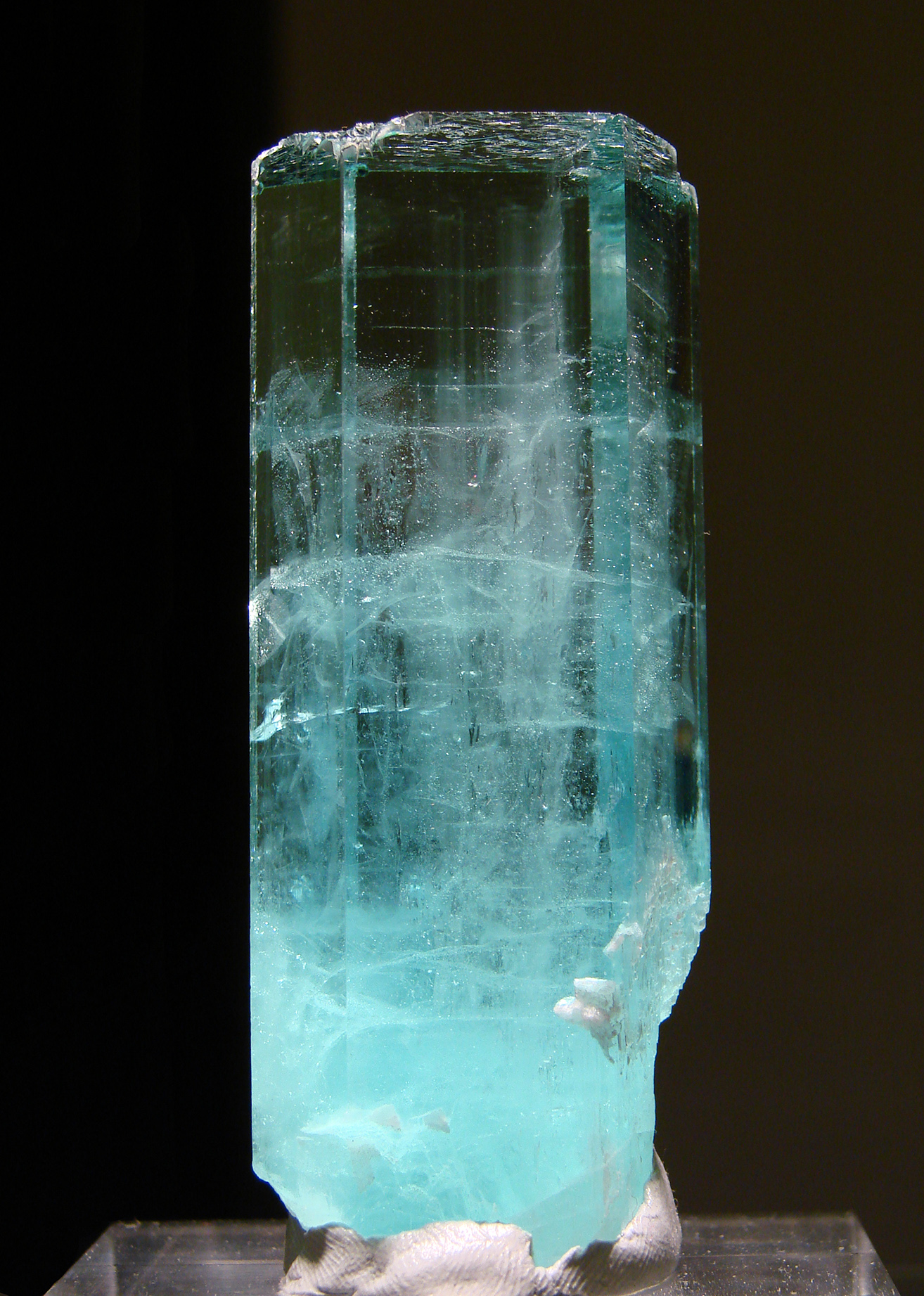
Aquamarine
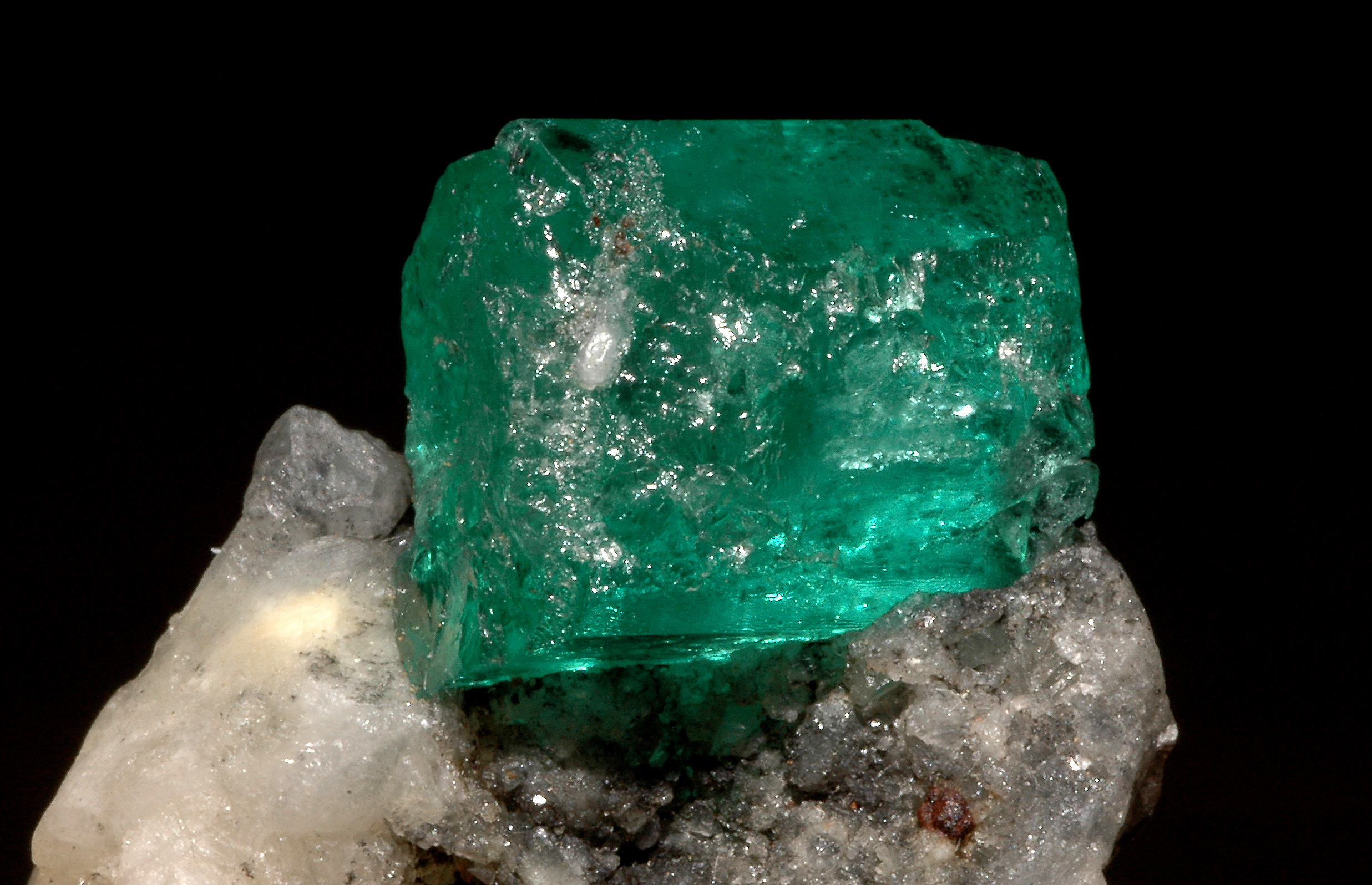
Emerald
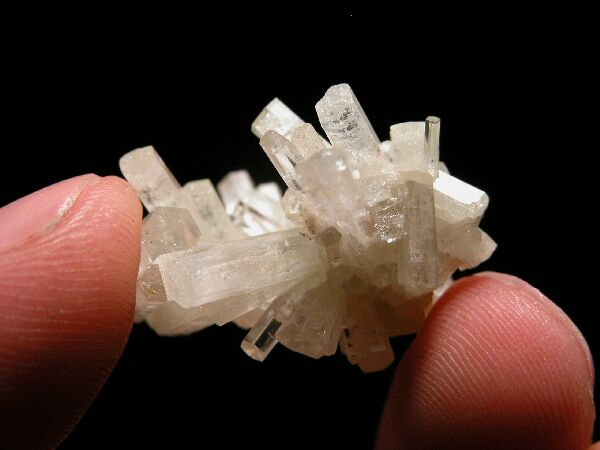
Goshenite
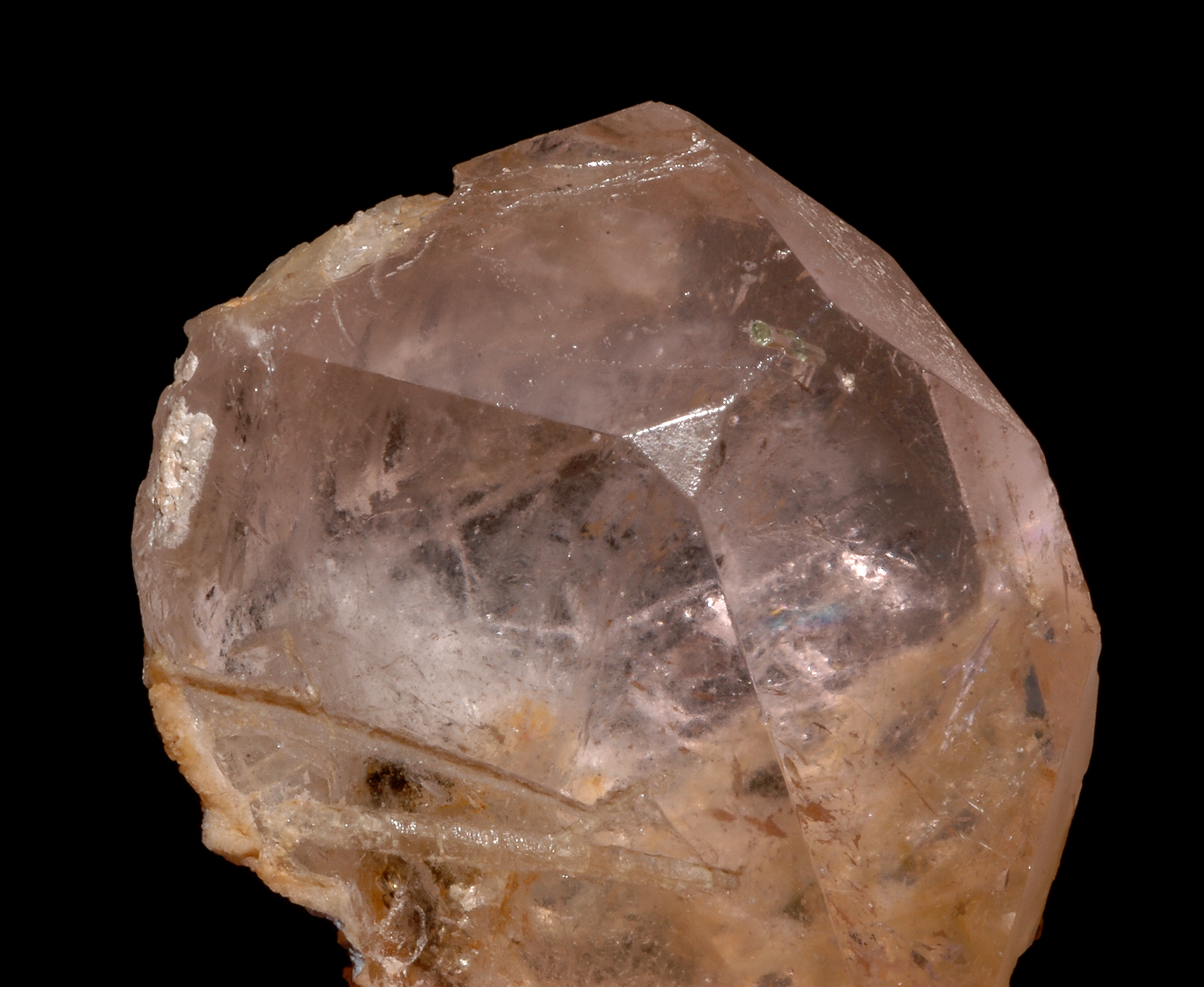
Morganite
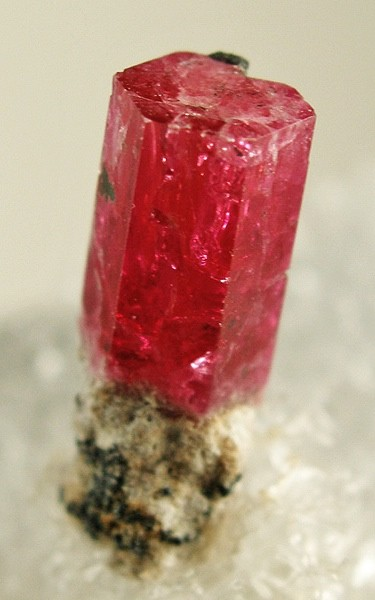
Beryl đỏ